# Résidence universitaire de Nanterre
La résidence universitaire de Nanterre est l’un des plus grands ensembles de logements étudiants en France, située à Nanterre, commune du département des Hauts-de-Seine. Des solutions technologiques ont permis de bâtir, en huit mois seulement, 1400 chambres répartis en quatre ensembles de deux bâtiments chacun. La résidence universitaire de Nanterre jouera un rôle important, peu après, au début des événements de Mai 68.

## Histoire

### Étude et construction
L’étude de la construction d’une résidence universitaire à Nanterre est envisagée au tout début des années 1960, à la demande du ministère de l’Éducation, car le nombre d’étudiants s’inscrivant en lettres à l'Université de Paris est el qu'il sera à terme complètement impossible accueillir tout le monde pour l'année 1964- 1965 . 
Le ministère de l'Éducation nationale s'intéressait depuis la fin des années 1950 à un terrain militaire de 33 hectares jusque-là occupé par l’Établissement central de matériel aéronautique et libéré, et seulement en partie, le 15 décembre 1963 avec du retard, alors que les premiers bâtiments devaient être terminés seulement huit mois plus tard  :. Finalement, le dossier avance un peu et Jacques Chauliat, fils d'Eugène Chauliat, un architecte en chef des monuments historiques, est choisi comme architecte le 1er octobre 1962. Avec son frère Jean-Paul, ils travaillé ailleurs sur des projets de logements industrialisés. 
Le 3 octobre 1963, les maquettes sont présentées à Christian Fouchet, ministre de l’Éducation nationale, ainsi qu'à Georges Pompidou, Premier ministre. Pour pallier le retard, les bâtiments sont implantés suivant la libération des tranches de terrain par l'armée. En attendant, des préfabriqués font office de site intermédiaire pour les bâtiments d'enseignement, ce qui permet la mise en service en novembre 1964 de la moitié de la faculté de lettres.  Pour la Résidence universitaire de Nanterre aussi, "l'impératif principal est la rapidité de construction", notent les architectes. Escaliers, murs et corniches sont préfabriqués. Le mur rideau est réalisé en menuiserie coulissante d'aluminium et allèges de tôles, qui sera refaite après un appel d'offres en 1989-1990, à la suite d'une grève des loyers de huit mois des résidents, gagné par l'équipe Naizot-Rinaldi.  Un "raidisseur" qui sert également à fixer le mur-rideau aux murs avait entre-temps mal vieilli.
La mairie communiste de Nanterre donne entre-temps le 23 mars 1965 un avis défavorable à une demande formulée une semaine avant seulement, le réseau des égouts de la ville étant jugé insuffisant compte tenu du nombre élevé d’étudiants attendu, soit près de 1500. La demande de permis de construire de la résidence universitaire se heurte aux mêmes objections. Les travaux ont alors déjà commencé depuis trois semaines, dans l'urgence.

### Le concours entre procédés de construction
La résidence étudiante devait être livrée pour la rentrée universitaire 1965-1966. L’importance des constructions obligea les architectes à organiser un concours entre différents procédés de construction, remporté par la Cimt-Quillery. Au cours de l'hiver 1964-1965, les plans d’architecte prévoient un système de coulage du béton par banches et plateaux chauffants, technique utilisée pour gagner du temps en accélérant le temps de séchage, et des panneaux de mur-rideau conçus par Jean Prouvé. 
Ces solutions techniques peu orthodoxes ont permis de bâtir, en huit mois seulement, 1450 chambres réparties en quatre ensembles de deux bâtiments chacun. Les premiers étudiants arrivent le 3 novembre 1965, un mois après la rentrée universitaire, dans le premier bâtiment terminé, mais la date de fin de construction étant imprévisible, la cité ne se remplit que progressivement. La stratégie d'industrialisation de la construction, qui a rempli son rôle de rapidité et d'efficacité sera ensuite reproduite.
À la même époque voit le jour la Résidence universitaire de Toulouse-Rangueil, bâtie sur les mêmes principes, avec 2 000 chambres, parmi lesquelles 1 200 pour les étudiants et 800 pour les étudiantes. Les architectes désignés pour finaliser le projet, René Egger et Ernest Chabanne y ont conçu un schéma en trois tripodes, des ensembles de trois bâtiments de 200 chambres rayonnant à partir d'un appartement de concierge, situé au centre et chargé de veiller aux entrées et sorties, en particulier celles des garçons.

### Ouverture du campus sans la résidence
Le 2 novembre 1964 la faculté de lettres et de sciences humaines est ouverte, et devient l'un des plus gros centres d'enseignement parisiens destinés à désengorger la Sorbonne. La faculté de droit n'ouvre qu'en 1966 et elle sera, elle, rattachée à celle du Panthéon. Un immense couloir relie cinq bâtiments de la « barres des sciences sociales » (A à E) et dessert les amphithéâtres. Le C, au centre, avec sa caféteria, est stratégique. En 1972, l’arrivée du RER, une année après l'achèvement de la préfecture des Hauts-de-Seine, a permis à de nombreux résidents de se déplacer vers leur lieu d'études plus rapidement car tous ne sont pas étudiants à Nanterre.
En 1962-63, jusqu'à cinq projets de restaurants universitaires sont planifiés mais il n'ouvre qu'en 1967, dans un bâtiment connexe à celui de la bibliothèque universitaire. Durant ses premières années il est symbole de l’ouverture sur l’extérieur, car les jeunes des cités et bidonvilles viennent s’y restaurer. Un petit déjeuner y est tout d'abord servi le matin pour un public clairsemé, celui des étudiants hébergés à la Résidence universitaire de Nanterre, qui souvent le prennent plutôt dans leur chambre. 
La résidence ouvre le 3 novembre 1965, et ses chambres donnent sur le bidonville du Pont de Rouen et sur l’école du Petit Nanterre, qui accueille les enfants des bidonvilles. C'est la deuxième de la région en nombre de lits après celle d'Antony, dans la plus ancienne et la plus importante résidence universitaire de France. L’Association des résidents (ARCUN), fondée et présidée par Dominique Tabah, compte 800 inscrits pour 1 400 résidents dès 1967. L'écrivain Robert Merle, professeur d'anglais au campus, en fait l'épicentre de son roman "Derrière la vitre".

### La rentrée de 1966
À la rentrée 1966, seule une partie des bâtiments de la résidence de Nanterre sont terminés. En 1966 aussi, interrogé au Parlement sur le sujet, le gouvernement répond que les chambres actuellement inoccupées à la cité universitaire de Nanterre constituent une situation essentiellement provisoire qui résulte de la date à laquelle la construction de ces chambres a été terminée et assure que ces chambres seront à la disposition des étudiants dès le début de la prochaine année universitaire.
La mairie de Nanterre  donne le 23 mars 1965 un avis défavorable à une demande formulée une semaine avant seulement, le réseau des égouts de la ville étant jugé insuffisant compte tenu du nombre d’étudiants attendu. La demande de permis de construire de la résidence universitaire se heurte aux mêmes objections. Les travaux ont alors déjà commencé depuis trois semaines, dans l'urgence.
La résidence étudiante devait être livrée pour la rentrée universitaire 1965-1966. L’importance des constructions obligea les architectes à organiser un concours entre différents procédés de construction, remporté par la Cimt-Quillery. Les plans d’architecte (décembre 1964-janvier 1965) prévoient un système de coulage du béton par banches et plateaux chauffants pour accélérer le temps de séchage, et des panneaux de mur-rideau conçus par Jean Prouvé, puis des Plans d’exécution du lot gros œuvre (Quillery, janv.-juin 1965). 
Ces solutions ont permis de bâtir, en huit mois seulement, 1400 chambres répartis en quatre ensembles de bâtiments.  Les premiers étudiants arrivent le 3 novembre 1965, un mois après la rentrée universitaire, dans le premier bâtiment terminé, et la cité ne se remplit que progressivement. La stratégie d'industrialisation de la construction a cependant montré une première réussite et sera ensuite reproduite.

### Les luttes pour les conditions de vie en résidence universitaire
La Résidence universitaire d’Antony est réputée pour avoir été le premier des « points chauds » de la lutte estudiantine qui s'est étendue quelques années plus tard au sein du campus de Nanterre. 
Certains ont ainsi vu dans le soutien apporté par les étudiants de la résidence universitaire quelques années plus tôt aux mineurs en grève les prémisses des mouvements revendicatifs unitaires (étudiants-travailleurs) de mai 68.
Après trois années de lutte, la mixité est finalement obtenue dans chaque bâtiment de la Résidence universitaire d’Antony en 1967. 
À Nanterre, un tract de la Mutuelle nationale des étudiants de France (MNEF) de février 1968 estime que le règlement d'origine, « ne pas pouvoir recevoir son père ou son frère dans sa chambre mais dans un foyer totalement impersonnel », est fortement critiqué. « Nous interdire de voir les garçons dans nos chambres, c’était parfaitement ridicule », selon  Florence Prudhomme, qui étudiait la philosophie à Nanterre et future militante du MLF. Le slogan « notre corps nous appartient » est alors populaire, en parlant de divers problèmes, « contraception, viol, violences », et soutenu par l'UNEF, selon Alain Lenfant, secrétaire de l’Union nationale des étudiants français (UNEF) à la fac de Nanterre entre mars et septembre 1968.

### Les événements de 1970 et 1972
En 1970, le processus de la hausse des loyers reprend ; de nouveau, une grève massive des résidents est entreprise. En 1972, le loyer d'une chambre individuelle s'élève à 118 francs.
Pour protester contre la hausse subite (sur décision ministérielle de Jean-Pierre Soisson) de 25 % de leurs loyers, les étudiants occupent les locaux administratifs et sont évacués par la police en novembre 1974. La FRUF (Fédération des résidences universitaires de France, dont le siège social est à Antony) lance une grève des loyers. Plus de 30 résidences universitaires (soit 6 000 étudiants) la suivront et payeront à la FRUF leur loyer à l'ancien tarif.

### Le désinvestissement de l'État entre 1977 et 1988
Entre 1977 et 1987 se fait sentir peu à peu un décalage entre l'offre et la demande de logements universitaires, dont le nombre de bénéficiaires stagne sur le territoire français et dépasse à peine 100 000 alors que le nombre d'étudiants a augmenté de près de 20 %, pour atteindre un million, soit un ratio d'un dixième, inférieur de plus de moitié aux objectifs du 7e plan (1976-1980).
Dès 1982, le rapport confié à Jean-Marie Domenach avait souligné que « le rythme des ouvertures de chambres nouvelles ne suffit pas à améliorer la couverture des besoins ». Les subventions aux résidences universitaires ont doublé entre 1980 et 1986,  une croissance un peu plus rapide que l'inflation élevée de l'époque, puis baissé près de 18% au cours des deux années suivanteS, ce qui fait que la subvention de l'État ne représente plus en moyenne qu'un peu plus d'un quart des coûts de fonctionnement dans les résidences universitaires gérées par les CROUS en 1988, au nombre d'environ 200

### La grève des loyers du premier semestre 1988
En 1987-1988, la résidence universitaire de Nanterre est en particulier confrontée à une réduction de plus de 16 % de la subvention de fonctionnement des cités universitaire par le CROUS de Versailles, qui suscite un manque à gagner de 2 millions de francs. Au début de l'année 1988, le élus des trois associations représentées au conseil de résidence (l'Association des résidents de Nanterre, la Fédération des résidences universitaires de France (FRUF) et l'association Soleil noir, regroupant Antillais et Africains) lancent un mouvement de mobilisation pour protester contre une hausse des loyers de 7,5 % en quelques mois et refuser temporairement de payer au CROUS leur loyer de février  , via une pétition puis une collecte de chèques. L'AFP fait rapporte le 7 janvier que 615 des 700 résidents consultés « se sont prononcés pour une grève des loyers » et observe que les locataires se plaignent de « problèmes de chauffage, d'électricité, d'inondation » et qu'une assemblée des résidents s'est prononcé pour un « gel des loyers à 548 francs par mois » et « l'élargissement du mouvement à l'échelle nationale ». Démarre alors une grève des loyers, à laquelle participent 500 étudiants environ  , puis 900, qui versent leurs redevances sur un compte bloqué mis sur pied par le "collectif de grève" réunissant les trois associations.
Les militants de ce « collectif de grève » créent une association « Cité en péril » et signalent lors d'assemblées générales auxquelles assistent un journaliste du Monde des « infiltrations dans le béton fatigué » suintent des « chaudières surmenées distribuant de façon aléatoire eau chaude et chauffage » et le fait qu'une « bonne partie des fenêtres à glissière sont désormais trop usées pour assurer une isolation satisfaisante ». 
« Le vieillissement de la cité nécessite une maintenance lourde », reconnait alors, le directeur du CROUS de Versailles, qui décide d'alerter le SCARIF, le service de construction du ministère de l'éducation nationale, tandis que le directeur du Centre national des œuvres universitaires suggère de « prendre rapidement des mesures de réparation ».

### La crise du Covid en 2020 et 2021
Après la crise du Covid qui démarre en 2020, les étudiants vivant loin de leur famille et travaillant pour payer leurs études sont très affectées par la crise économique liée à la pandémie de Covid-19. L’AGORAé, qui gère une épicerie solidaire sur le campus de Nanterre distribue gratuitement des paniers à trois fois plus d’étudiants, en particulier ceux « ont perdu leur travail avec le Covid». L'association Arène, qui a un local ouvert tous les soirs dans l’un des bâtiments lance début février 2021, une pétition pour demander plus de bourses, de logements pour les étudiants et des lieux de vie gérés par les habitants.
L'association ATR pour «Aide tes résidents» est créée en décembre 2020 après le deuxième confinement sur le campus car beaucoup d’étudiants sont « en situation de précarité alimentaire », afin de réaliser des actions dans des domaines divers, sport, événementiel, soutien psychologique, social, et lancer une distribution de produits alimentaires, qui s'effectue ensuite au rythme moyen de trois par semaine, « attirant parfois une centaine de personnes ».
En pleine crise, en février 2021, un étudiant qui avait le mois précédent accusé de viol Maxime Cochard, conseiller PCF de Paris, et le compagnon de celui-ci, est retrouvé mort pendu dans sa chambre de la résidence universitaire de Nanterre. Selon lui, le crime avait eu lieu deux plus tôt au domicile de l’élu parisien, alors qu'il n’avait aucun autre endroit où dormir en raison de problèmes familiaux. Peu après cette accusation, des milliers de personnes homosexuelles avaient repris le hashtag « MeTooGay » dans le sillage du mouvement #MeToo, et l'avocate de Maxime Cochard avait annoncé une procédure en diffamation contre l'étudiant,.

## Quelques résidents célèbres

### Époque 1966-1968
(Affiliation politique )
- Jacques Tarnero (JCR)
- Daniel Bensaid (JCR)
- Jean-François Godchau (JCR)
- Dominique Tabah (UEC)
- Gérard Aimé (UEC)
- Omar Blondin Diop (UJCml)
- Patrick Cheval (internationale situationniste)
- Patrick Viveret (PSU)

## Organisation des logements et bâtiments
La résidence est composée de 4 tours de 9 étages chacune et de 4 barres de cinq étages, avec dans chacun d'eux une cuisine collective au bout du couloir de 20 ou 30 chambres.  Les tours et les barres sont couplées pour former quatre ensembles d'une barre et une tour chacune, reliées par une loge de concierge, donnant sur l'entrée avec ses 360 boites aux lettres et sa cabine téléphonique.
Il y a au milieu de chaque étage 3 douches, 3 WC et un seul téléphone au milieu du couloir, pour recevoir des appels tandis qu'une seule cabine téléphonique au rez de chaussée de chaque bâtiment est l'unique moyen d'en donner. Le foyer F, la salle Mimosa dans la chaufferie, et celle du centre culturel au milieu des pelouses, accueillent les fêtes étudiantes réputées des années 1980, quand est fondée en 1984 une nouvelle "Association des résidentes de Nanterre".

## Équipements culturels
Les soirées dansantes ou musicales étudiantes avaient lieu, en fonction du nombre de personnes attendues, dans la chaufferie du bâtiment G/H, elle-même située juste à côté du Centre culturel et ciné club du campus, ou dans le foyer bâtiment E/F, tandis qu'une cafétéria était installée au bâtiment C/D.

### La bibliothèque universitaire
Les résidents du bâtiment A/B étaient juste en face d'une des plus grandes bibliothèques de France, toute en hauteur, la BDCIC et des deux restaurants universitaires. Entre ceux ci et les résidences, un stade de football et rugby étaient ceinturée d'une piste d'athlétisme, d'une piscine et d'un gymnase avec salle de fitness, le campus accueillant de nombreux étudiants en éducation physique de l'
UER EPS, filière universitaire créée en 1975.

### Le centre culturel
Un centre culturel, avec une petite salle de projection de cinéma est situé à mi-chemin, au milieu des pelouses, entre la piscine du centre sportif et la résidence universitaire.